# Mosbacher Sommer

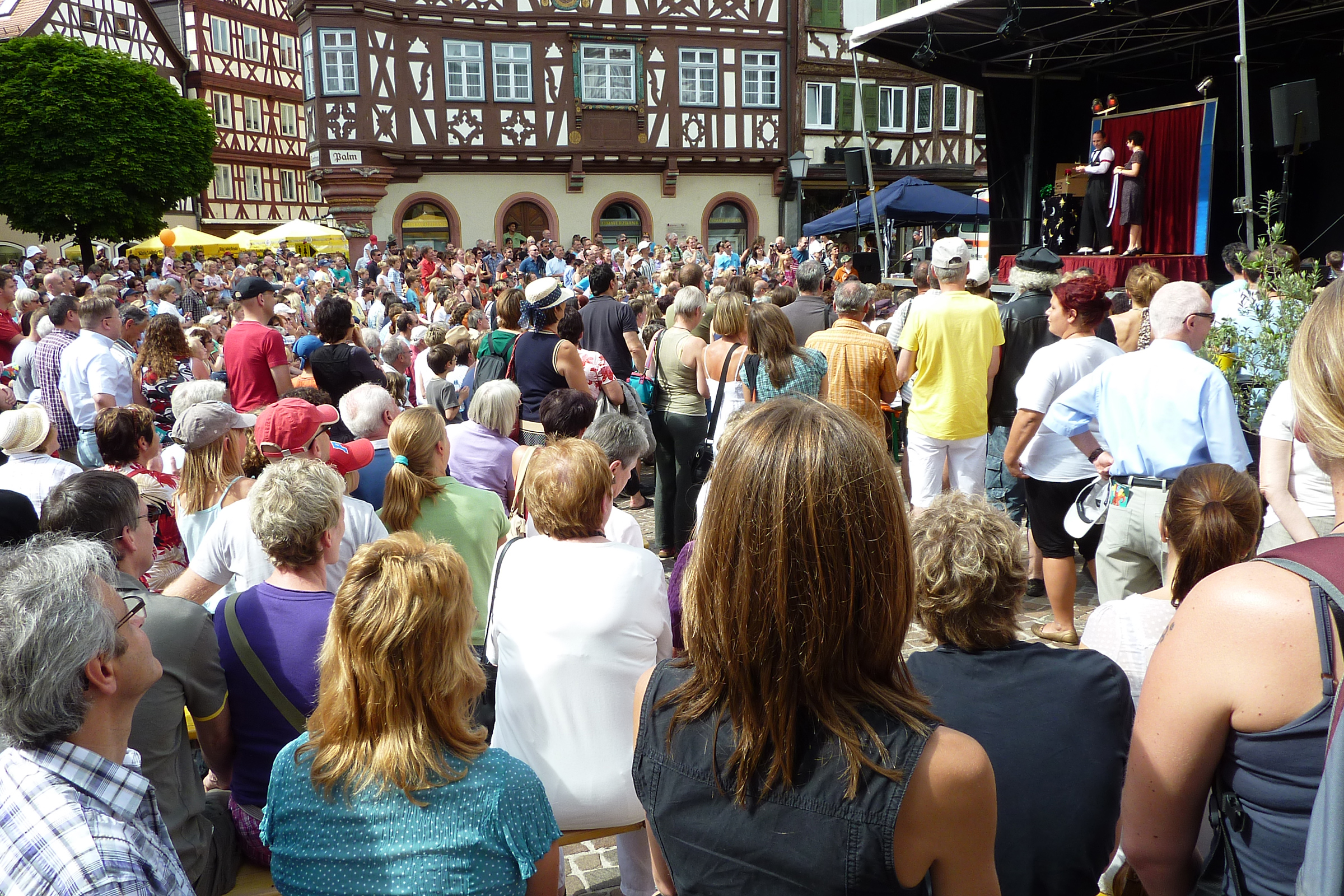
Freiluftveranstaltung des Mosbacher Sommers auf dem Mosbacher Marktplatz

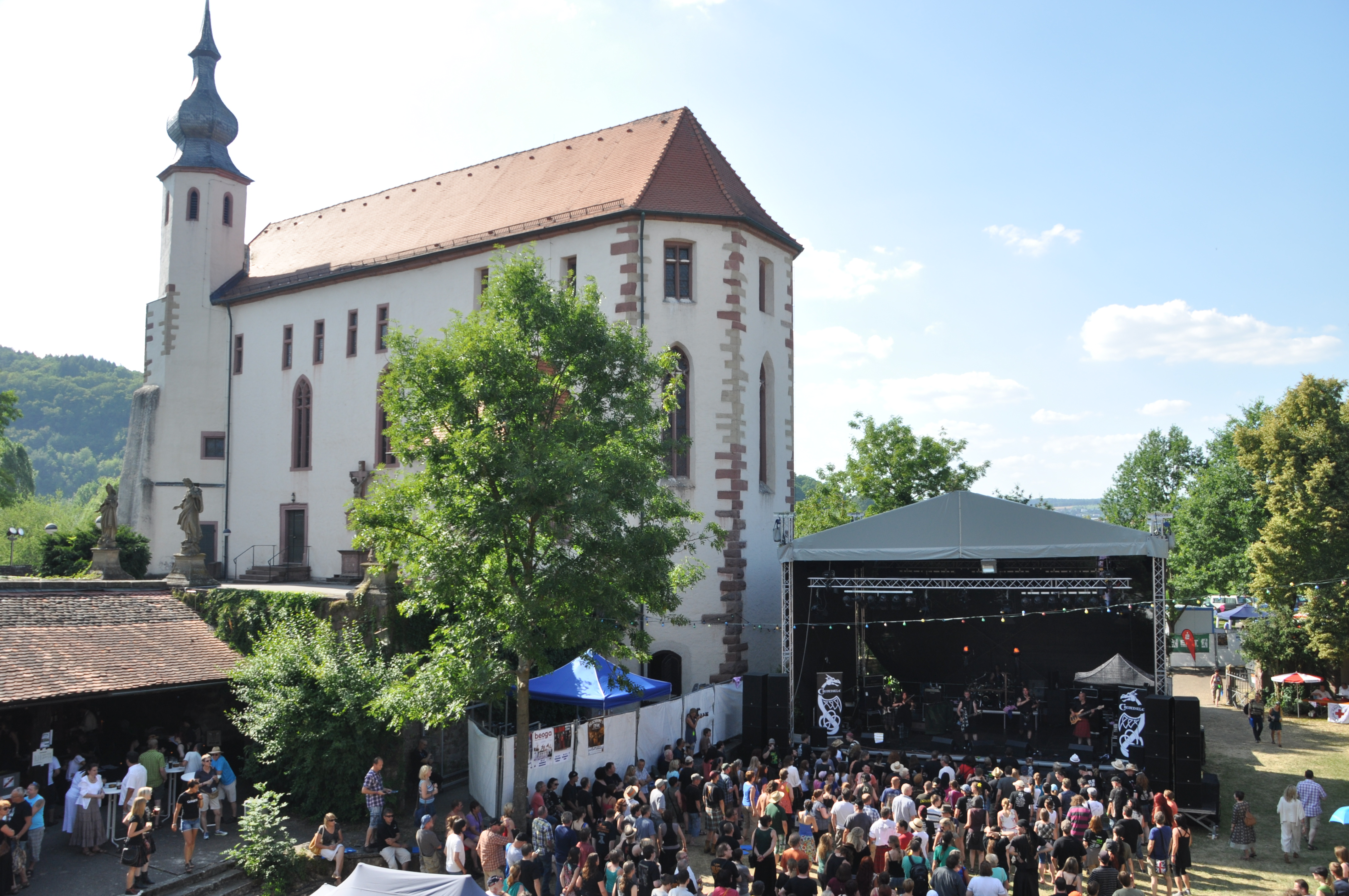
Folk am Neckar im Burggraben in Mosbach-Neckarelz

Der Mosbacher Sommer ist ein von der Stadt Mosbach in den Sommermonaten von Juli bis Anfang September veranstaltetes neunwöchiges Open-Air-Kulturprogramm. Er findet an verschiedenen Orten und Räumen in Mosbach und seinen Stadtteilen statt. Der Große und der Kleine Elzpark, der Hospitalhof, die Alte Mälzerei, der Marktplatz sowie der Burggraben in Mosbach-Neckarelz dienen seit jeher als Veranstaltungsorte. Die Veranstaltungen umfassen Freilichtaufführungen von Theater und Kleinkunst, Konzerte in den Musikrichtungen Pop, Rock, Klassik, Folk, Jazz sowie Mitmachaktionen, Kinderspielfeste und Open Air Kinonächte.

## Geschichte
Der erste Mosbacher Sommer fand vom 6. Juli bis zum 5. September 1986 unter dem Motto „In Mosbach ist immer was los“ statt. Ziel der Veranstaltungsreihe war es, möglichst alle Bevölkerungsschichten und Altersstufen zu erreichen. Der erste „Mosbacher Sommer“ war erfolgreich, so entschied die Stadt, die Veranstaltungsreihe fortzusetzen. Im Jahr 2007 haben ca. 31.000 Menschen den 22. Mosbacher Sommer besucht, dies war der Besucherrekord. Dieter Thomas Kuhn aber auch Jethro Tull und Deep Purple waren mehrfach beim Mosbacher Sommer zu Gast.

## Veranstaltungen

### Open Air Filmnächte
Die Open Air Filmnächte finden seit 1995 statt, seit 2016 im Burggraben Neckarelz. Der Film Titanic wurde im Jahr 1998 gezeigt und hält mit rund 1.600 Zuschauern den Besucherrekord. 2012 erreichte die französische Komödie Ziemlich beste Freunde rund 2100 Besucher verteilt auf zwei Aufführungen.

### Internationales Straßentheater
Das Internationale Straßentheater ist seit 1991 fester Bestandteil des Mosbacher Sommers. Künstler aus Australien, den USA, Taiwan, Frankreich, der Schweiz, Großbritannien, den Niederlanden und Tschechien bespielten dabei die Plätze vor der Mosbacher Altstadt.

### KneipenKultTour
Seit 2002 veranstaltet die Stadt Mosbach die KneipenKultTour. In dieser Nacht spielen in den Mosbacher Kneipen Live-Bands aus der Region.

### Folk am Neckar
Das Folk am Neckar Festival, kurz FaN, ist fester Bestandteil des Mosbacher Sommers. Unter freiem Himmel kommen Gäste und Bands aus den unterschiedlichsten Nationen zusammen, um im Burggraben in Mosbach-Neckarelz Folkmusik zu machen und zu hören.

### Gastspiele der Badischen Landesbühne
Theater findet vor allem in Form von Open-Air-Gastspielen der Badischen Landesbühne statt. Für Erwachsene wurden „Der Diener zweier Herren“, „Die drei Musketiere“, „Don Quijote“, „Wie es euch gefällt“ oder „Wilhelm Tell“ gespielt. Die Stücke „Das Dschungelbuch“, „Peter Pan“, „Die Schatzinsel“ oder „Ali Baba und die 40 Räuber“ gehörten zum Kinderprogramm.

## Gäste

### Rock, Pop, Folk und Liedermacher
- Pur (1988, 2013)
- Jethro Tull (1999, 2010)
- Deep Purple (2001, 2016)
- Ulla Meinecke (2001)
- Chris de Burgh (2004, 2012)
- Laith Al-Deen (2004)
- Marshall & Alexander (2004)
- Gruber & Maklar (2004, 2015)
- Konstantin Wecker (2005)
- Tom Gäbel (2005)
- Nena & Gäste (2005)
- Subway to Sally (2005)
- Mittnattsol (2005)
- Schandmaul (2005)
- Killerqueens (2006)
- Michael Fitz (2006)
- Etta Scollo (2007, 2016)
- The Hooters (2007)
- Haindling (2007)
- Basta! (2008)
- Double Drums (2008)
- Gary Moore (2009)
- Joe Cocker (2011)
- Toto (2012)
- Spider Murphy Gang (2012)
- Fiddler’s Green (2013)
- Foreigner (2013)
- Mr. Irish Bastard (2014)
- Acoustic Revolution (2014)
- Revolverheld (2014)
- Gentleman (2015)
- Alan Parsons Project (2015)
- ElbtonalPercussion (2015)
- Mànran (2015)
- Stefanie Heinzmann (2016)
- Seven  (2016)
- Luxuslärm (2016)
- Cara (2016)
- Celtica (2016)
- Old Blind Dogs (2016)
- Celkilt (2017)
- Broom Bezzums (2017)
- Julia Engelmann (2018)
- Skerryvore (2018)
- Cuig (2018)
- Mainfelt (2018)
- The O’Reillys and the Paddyhats (2018)
- Skipinnish (2019)
- Paul McKenna Band (2019)
- Tir Nan Og (2019)
- Muirsheen Durkin & Friends (2019)
- Deitsch (2021)
- Old Salt (2021)
- Old Blind Dogs (2021)

### Kabarett/Comedy
- Die kleine Tierschau (1987, 2007)
- Hanns Dieter Hüsch (1992)
- Bruno Jonas (2001)
- Rolf Miller (2002, 2006)
- Gogol & Mäx (2002)
- Chako Haberkost (2002; 2017)
- Bülent Ceylan (2003)
- Paul Morocco (2003)
- Martin „Maddin“ Schneider (2005)
- Sissi Perlinger (1990, 2006)
- Martina Schwarzmann (2007)
- Ganz schön feist (2007)
- Fatih Cevikkollu: Fatihland (2008)
- Heinrich Pachl (2008)
- Florian Schroeder (2009)
- Simone Solga (2010)
- Willi Astor (2010)
- Michael Altinger (2012)
- Christoph Sieber (2012)
- Chris Tall (2014)
- Lisa Fitz (2014)
- Werner Koczwara (2014)
- Thomas Schreckenberger (2015)
- Alain Frei (2015)
- Lizzy Aumeier (2015)
- Das Lumpenpack (2016)
- Django Asül (2016)
- Ingo Börchers (2016)
- Frank Fischer (2017)
- Schöne Mannheims (2017)
- Chako Habekost (2017)
- Carmela de Feo (2018)
- Claus von Wagner (2018)
- Gerhard Polt & die Well-Brüder (2019)
- Andreas Martin Hofmeir (2019)
- Christian Springer (2021)
- Dr. Pop (2021)
- Sissi Perlinger (2021)
- Liza Kos (2021)

### Klassik, Jazz und Schlager
- Dieter Thomas Kuhn (1996, 1998, 2007, 2010)
- Barbara Dennerlein & BEBAB (2000)
- Mangelsdorff-Dauner-Quintett (2000)
- Paul Kuhn (2001)
- Charlie Mariano (2003)
- Dieter Ilg (2003)
- Sax mal anders (2004)
- Lyambiko (2004)
- Julia Hülsmann (2006)
- Helmut Lotti (2007)
- Giora Feidman (2008)
- Carmina Burana mit über 100 Mitwirkenden aus der Region (2010)
- Jazul (2011, Duo 2019)
- HMBC (2014)
- Burr und Klaiber (2014)
- Elbtonal Percussion (2015)
- Trio Imperial (2021)

### Theater und Oper
- Bernd Lafrenz (1999, 2000, 2005, 2008, 2010, 2014)
- Chawwerusch Theater Herxheim „Ulenspiegel“ (1993), „Wie ein Vogel“ (2000)
- N.N. Theater Köln „Faust“ (1998), „Die Nibelungen“ (2004)
- Arena di Verona, Mailänder Scala „Aida“ (2004)
- Stagione d’Opera Italiana „Nabucco“ (2007)
- Theater Lindenhof Melchingen „Die Geierwally“ (2009)
- Cavewoman (2012)
- Michael Quast & Philipp Mosetter (2018)
- Bernd Lafrenz (2021)
- DIE COMPLIZEN Figurentheater (2021)